# Rhyacophila wuyiensis
Rhyacophila wuyiensis är en nattsländeart som beskrevs av Sun och Yang 1995. Rhyacophila wuyiensis ingår i släktet Rhyacophila och familjen rovnattsländor. Inga underarter finns listade i Catalogue of Life.